# 库拉霍沃区
库拉霍沃区（俄语：Кураховский район）是俄罗斯联邦顿涅茨克人民共和国（國際承認該地區為烏克蘭領土）下辖的一个区，其行政中心位于库拉霍沃，成立于2023年。乌克兰方面无此行政区划。2024年底的库拉霍沃战役后，俄罗斯实际控制该区的大部分地区。

## 下辖定居点
根据顿涅茨克人民共和国2023年的行政区划改革，该区下辖2市（库拉霍沃和戈尔尼亚克）、2市级镇（伊林卡和库拉霍夫卡）、35个村和13个乡村居民点。